# Parque Nacional Natural Sanquianga
Parque Nacional Natural Sanquianga är en nationalpark i Colombia. Den ligger i den västra delen av landet, 500 km väster om huvudstaden Bogotá.